# Dibamus celebensis
Dibamus celebensis — вид ящірок з родини дібамових. Вид зустрічається у лісах острова Сулавесі до 1400 м над рівнем моря. Тіло сягає 10 см завдовжки.